# Вукол Смірнський
Святий Вукол (II століття) — єпископ Смірни учень апостола Івана Богослова, ранньо-християнський святий.
Святий Вукол був учнем св. Івана Богослова, який висвятив його на єпископа міста Смірни, що у Малій Азії. Вукол ревно працював над спасінням своїх вірних. Деякі церковні письменники вважають, що саме Вукол був тим «ангелом Церкви в Смирні», про якого писав в «Одкровенні» св. євангеліст Іван: «Не бійся нічого, що маєш витерпіти. От, укидатиме декотрих із вас диявол у темницю, щоб випробувати вас. Будь вірний до смерті» (Од. 2, 10).
Вукол закінчив своє побожне і жертвенне життя в II ст. При його гробі діялися різні чуда, зокрема найвідоміше: на могилі виросло зілля, яке приносило хворим зцілення.
День пам'яті — 6 лютого.